# Productions de Pete Rock
Cet article présente la liste des productions musicales réalisées par Pete Rock.

## 1989
- Heavy D. & the Boyz : Big Tyme
  - Mood For Love
  - A Better Land
  - Big Tyme
  - Let It Flow

## 1990
- Groove B Chill : Starting From Zero
  - Starting From Zero

## 1991
- EPMD : Rampage
  - Rampage (Remix Extended)
  - Rampage (Hardcore to the Head Mix)
  - Rampage (Remix Radio Edit)
  - Rampage (Remix Instrumental)
  - Rampage (Hardcore to the Head Mix Instrumental)

- Heavy D. & the Boyz : Peaceful Journey
  - Let It Rain
  - Don't Curse (featuring Big Daddy Kane, C.L. Smooth, Grand Puba, Kool G Rap et Q-Tip)
  - Cuz He'z Alwayz Around
  - Letter to the Future (featuring Johnny Gill)
  - Do Me, Do Me

- Heavy D. & the Boyz : Is It Good to You
  - Is It Good to You (Straight Mix)

- Heavy D. & the Boyz : Truthful
  - Blue Funk (Vocal)
  - Blue Funk (TV)

- Kid 'n Play : Face the Nation
  - Next Question
  - Bill's at the Door

- Main Source : Breaking Atoms
  - Vamos a Rapiar – Coproduit par Main Source

- Pete Rock and C.L. Smooth : The Creator

- Pete Rock & C.L. Smooth : All Souled Out

- Pete Rock & C.L. Smooth : Good Life

- Pete Rock & C.L. Smooth : They Reminisce Over You (T.R.O.Y.)

## 1992
- A.D.O.R. : Let It All Hang Out

- Doug E. Fresh & The New Get Fresh Crew : Doin' What I Gotta Do
  - No (featuring Dexter, Donald, Doug E. Fresh, Geraldo, Ian et Knuckles)

- Heavy D. & the Boyz : Blue Funk
  - It's a New Day
  - Love Sexy (featuring Tabitha Brace)
  - Blue Funk (featuring Monica Payne et Terri Robinson) – Coproduit par Heavy D.

- House of Pain : Jump Around / House of Pain Anthem
  - Jump Around (Blood Stain Remix)

- K-Solo : Times Up
  - Letterman

- Redman : Whut? Thee Album
  - How to Roll a Blunt – Coproduit par Redman

- Pete Rock & C.L. Smooth : Straighten It Out

- Pete Rock & C.L. Smooth : Mecca and the Soul Brother

## 1993
- Bande originale de Menace II Society
  - Death Becomes You (Pete Rock & C.L. Smooth featuring YG'z)

- Bande originale de Who's the Man?
  - What's Next on the Menu? (Pete Rock & C.L. Smooth)

- DJ Jazzy Jeff and The Fresh Prince : Code Red
  - Somethin' Like Dis
  - Code Red

- Father : Sex Is Law
  - R&B Swinger

- House of Pain : Jump Around / Top O' the Morning to Ya (Remix)
  - Jump Around (Pete Rock Remix)

- Pete Rock & C.L. Smooth : Lots of Lovin

- Run–D.M.C. :  Down with the King
  - Down with the King (featuring Pete Rock & C.L. Smooth)
  - Wreck Shop

- Run–D.M.C. : Down with the King 12"
  - Down with the King (Vocal)
  - Down with the King (Instrumental)
  - Down with the King (Radio Version)

- YG'z : Street Nigga
  - Street Nigga
  - Ghetto Celeb
  - Sumthin' 4 da Head
  - Street Nigga (Pete Rock Remix) (featuring Pete Rock)

- YG'z : Ghetto Celeb / Wonders in Da Bed
  - Ghetto Celeb (Clean Version with Intro Edit)
  - Ghetto Celeb (Instrumental)
  - Ghetto Celeb (Album Version)

- Da Youngsta's : The Aftermath
  - Iz U Wit Me
  - Who's the Mic Wrecka

- 'Da Youngsta's : Crewz Pop / Who's the Mic Wrecka
  - Who's the Mic Wrecka (Edit)
  - Who's the Mic Wrecka (Dub)
  - Who's the Mic Wrecka (Instrumental)

- Da Youngsta's : Iz U Wit Me / It'z Natural
  - Iz U Wit Me (Radio Version)
  - Iz U Wit Me (Remix)
  - Iz U Wit Me (Remix Instrumental)
  - Iz U Wit Me (Dub Instrumental)

## 1994
- A.D.O.R. : The Concrete
  - Let It All Hang Out
  - Let It All Hang Out (Instrumental)

- Compilation artistes divers : Return to the Ghetto
  - Down with the King (Run–D.M.C. featuring Pete Rock & C.L. Smooth)

- DJ Jazzy Jeff & The Fresh Prince : I Wanna Rock
  - Code Red

- Eddie F. and the Untouchables : Let's Get It On (The Album)
  - In the House (Pete Rock & C.L. Smooth)

- Heavy D. & the Boyz : Got Me Waiting
  - Got Me Waiting (Album Version) (featuring Crystal Johnson)
  - Got Me Waiting (Instrumental)

- Heavy D. & the Boyz : Nuttin' But Love
  - Sex With You
  - Got Me Waiting (featuring Crystal Johnson)
  - Black Coffee – Coproduit par Easy Mo Bee

- Heavy D & The Boyz : Black Coffee

- Heavy D. & the Boyz : Megamix

- Jeru the Damaja : You Can't Stop the Prophet
  - You Can't Stop the Prophet (Pete Rock Remix Dirty)
  - You Can't Stop the Prophet (Pete Rock Instrumental)

- Lords of the Underground : Flow On (New Symphony)
  - Flow On (New Symphony) (Pete Rock Remix) (featuring Kid Deleon et Sah-B)
  - Flow On (New Symphony) (Pete Rock TV Mix)

- Nas : Illmatic
  - The World Is Yours (featuring Pete Rock)

- Pete Rock & C.L. Smooth : I Got a Love

- Pete Rock & C.L. Smooth : Take You There

- Pete Rock & C.L. Smooth : The Main Ingredient

- Pete Rock & C.L. Smooth : The Main Ingredient Sampler EP – Coproduit par C.L. Smooth

- Pete Rock & C.L. Smooth : Never Coming Out EP

- Run–D.M.C. : Can I Get It, Yo
  - Down with the King (Ruffness Mix) (featuring Pete Rock & C.L. Smooth)

- Shazzy : Pass Anotha Bag
  - Pass Anotha Bag (LP Version)
  - Pass Anotha Bag (Acappella)
  - Pass Anotha Bag (Instrumental)

## 1995
- AZ : Your World Don't Stop (Remix)
  - Gimmie Yours (Instrumental)

- AZ : Sugar Hill
  - Rather Unique (Album Version)

- AZ : Doe or Die
  - Gimme Yours (featuring Nas)
  - Rather Unique

- AZ : Gimme Yours
  - Gimme Yours (Remix)
  - Gimme Yours (Alternate Remix)

- Pete Rock & C.L. Smooth : Searching

## 1996
- Akhenaton : La Face B
  - La Face B (Pete Rock Remix)

- Akiko' : Back Home Remix – Coproduit par Grap

- Bande originale de High School High
  - The Rap World (Large Professor & Pete Rock) – Coproduit par Large Professor

- Bande originale de High School High (Sampler)
  - The Rap World (Clean Radio Edit) (Large Professor & Pete Rock) – Coproduit par Large Professor

- Common : The Bitch in Yoo / The Real Weight
  - The Bitch in Yoo (W/O Intro)
  - The Bitch in Yoo (W/ Intro Flip)
  - The Bitch in Yoo (Street Version)
  - The Bitch in Yoo (Instrumental Version)

- InI : Fakin Jax

- Lost Boyz : Legal Drug Money
  - The Yearn

- Main Source : Large Professor / Vamos a Rapier
  - Vamos a Rapier (Vocal) – Coproduit par Main Source

- Nas : If I Ruled The World (Imagine That)
  - The World Is Yours (Q-Tip Mix)

- Pete Rock & C.L. Smooth : Unreleased Joints

- Pete Rock & the Lost Boyz : The Yearn

- Sadat X : Wild Cowboys
  - Escape From New York (featuring Dedi)

## 1997
- A.D.O.R. : Enter the Center
  - Enter the Center (Radio Mix)
  - Enter the Center (Instrumental)

- Bande originale de Dangerous Ground
  - Keep on Pushin' (featuring MC Lyte, Bahamadia, Nonchalant et Yo-Yo)

- Mic Geronimo : Vendetta
  - Unstoppable

- Rakim : The 18th Letter
  - The Saga Begins
  - When I'm Flowin'

## 1998
- A.D.O.R. : Let It All Hang Out (Remix) / One for the Trouble (Remix)
  - Let It All Hang Out (Rae & Christian Remix)
  - Let It All Hang Out (Rae & Christian Instrumental)

- A.D.O.R. : Shock Frequency
  - The Penetration
  - Let It All Hang Out
  - Enter the Center

- All City : The Actual
  - Priceless (Clean)
  - Priceless (Dirty)
  - Priceless (Instrumental)

- All City : Metropolis Gold
  - Priceless

- Compilation artistes divers  : First There Waz the Word... (1st Decade)
  - Still #1 (Pete Rock)

- De La Soul : Stay Away

- Funkmaster Flex : The Mixtape Volume III - 60 Minutes of Funk: The Final Chapter
  - Prime Time (Tha Alkaholiks et Xzibit)

- Funkmaster Flex : 60 Minutes Of Funk Vol. 3 Sampler
  - Prime Time (Radio) (Tha Alkaholiks featuring Xzibit)
  - Prime Time (LP Version) (Tha Alkaholiks featuring Xzibit)

- InI : Square One / Think Twice

- Onyx : Shout (Remix) / Most Def
  - Shout (Remix) (Dirty)
  - Shout (Remix) (Clean)
  - Shout (Remix) (Instrumental)

- Rakim : Stay a While
  - The Saga Begins (Desert Eagle - You Scare Me Remix)

- Pete Rock : Soul Survivor
  - Half Man Half Amazin
  - Truly Yours '98 (featuring Kool G Rap et Large Professor)

- Pete Rock : Tru Master

- Pete Rock & C.L. Smooth : Rare Tracks

## 1999
- Inspectah Deck : Uncontrolled Substance
  - Trouble Man

- Mos Def et Talib Kweli : Respiration
  - Respiration (Flying High Main Mix) (featuring Black Thought)
  - Respiration (Flying High Instr.)

- Raekwon : Immobilarity
  - Sneakers

- Rahzel : Make The Music 2000
  - All I Know

- Rahzel : All I Know
  - All I Know (Main Version)
  - All I Know (Rahstrumental)

- Pete Rock : Diggin' on Blue

- Pete Rock : Take Your Time

## 2000
- Big L : Holdin' It Down
  - Holdin' It Down (Clean Version)
  - Holdin' It Down (Instrumental)
  - Holdin' It Down (Dirty Version)

- Big L : The Big Picture
  - Holdin' It Down (featuring A.G. et Stan Spit)
  - Who You Slidin' Wit (featuring Stan Spit)

- Bumpy Knuckles : Industry Shakedown
  - Who Knows Why?
  - Industry Shakedown
  - Bumpy Knuckles Baby

- Bumpy Knuckles : R.N.S. / The Mastas / The ChanceSellor
  - The ChanceSellor (Clean)
  - The ChanceSellor (Raw)

- Bumpy Knuckles : Bumpy Knuckles Baby / Stock in da Game
  - Bumpy Knuckles Baby (Street)
  - Bumpy Knuckles Baby (Clean)
  - Bumpy Knuckles Baby (Instrumental)

- Compilation artistes divers : Funk Spectrum III
  - Twine Time (Seeburg Spotlite Band)
  - Ca' - Ba - Dab (Soul Swingers)
  - Don't Give a Damn (King Cain Silvertone Band)
  - Deal With It (Jimmy Lane and the Incredibles)
  - Jones 'N (Soulsistics)
  - Nothin' But a Party (Part II) (The Blenders)
  - What They Doing (Funkie Junkie) (Charles Pryor and Power of Love)
  - The Duck Walk (Ramon & Company)
  - We Are the Chosen Few (The Chosen Few)
  - To Be Free (Luther Davis Group)

- Phife Dawg : Ventilation: Da LP
  - Lemme Find Out (featuring Pete Rock)
  - Melody Adonis

- Phife Dawg : Flawless / Lemme Find Out
  - Lemme Find Out (Clean)
  - Lemme Find Out (Dirty)
  - Lemme Find Out (Instrumental)

- Rah Digga : Dirty Harriet
  - What They Call Me

- Rah Digga : Lessons of Today / What They Call Me
  - What They Call Me (Vocal)
  - What They Call Me (Instrumental)
  - What They Call Me (Acapella)

- Edo. G : The Truth Hurts
  - Situations (featuring Pete Rock)

- Muro : Pan Rhythm: Flight No. 11154
  - Patch up the Pieces (featuring Freddie Foxxx)

- Non Phixion : If You Got Love

- Pete Rock : Back on da Block

- Screwball : Y2K: The Album
  - You Love to Hear the Stories (featuring MC Shan)

- Slum Village : Fantastic, Vol. 2
  - Once Upon a Time (featuring Pete Rock)

- Sporty Thievz : Sporty Thievz

- Sporty Thievz : Street Cinema 2 / Enemies of Hate
  - Street Cinema 2 (Street)
  - Street Cinema 2 (Clean)

## 2001
- Big L : Platinum Plus
  - Who You Slidin' Wit' (Dirty Version) (featuring Stan Spit)

- Busta Rhymes : Genesis
  - Shut 'Em Down 2002

- Common : Uncommon Classics Vol. 1 + 2
  - The Bitch in Yoo (Alternate Lyrics)

- Compilation artistes divers : Superrappin: The Album Vol II
  - This Is What They Meant (Pete Rock et Grand Agent)

- Compilation artistes divers : Hip Hop Classics Vol. 1
  - Respiration (Remix) (Talib Kweli et Mos Def featuring Common)

- Das EFX : The Very Best of Das EFX
  - Real Hip Hop (Pete Rock Remix)

- Deda : Everyman

- Edo. G : Work For It / Situations / Extreme
  - Situations (Radio) (featuring Pete Rock)
  - Situations (TV Track)
  - Situations (Accapella) (featuring Pete Rock)

- Baldhead Slick & da Click : Baldhead Slick & da Click
  - Pimp Shit (featuring Kaeson et Kreem.com)

- InI : Unknown LP

- J-Live : The Best Part
  - Kick It to the Beat (featuring Asheru et Probe.dms)

- Pete Rock : Nothin' Lesser

- Pete Rock : PeteStrumentals

- Pete Rock : Mind Frame

- Sporty Theivz : In Stores Now!
  - Street Cinema 2

- The U.N. : World Domination: The Mixtape
  - How You Want It
  - Cake
  - The Avenue
  - Nothin' Lesser

## 2002
- Big Tone : Party Crasher
  - Good Life (featuring 87)

- Busta Rhymes : Pass the Courvoisier Part II
  - Shut Em' Down

- Grand Agent : Fish Outta Water
  - This Is What They Meant

- Baldhead Slick & da Click : Cry / Pimp Shit
  - Pimp Shit (Radio) (featuring Kaeson et Kreem.com)
  - Pimp Shit (Street) (featuring Kaeson et Kreem.com)
  - Pimp Shit (Instrumental)

- Compilation artistes divers : Graffiti Kings
  - Burn'Em (Spinndarella featuring Sugga B.)

- Compilation artistes divers : BBE & Rapster Records Present: The Beat Generation
  - Smooth Sailing (Pete Rock)
  - To My Advantage (Pete Rock featuring Nature)
  - Mind Frame (Pete Rock featuring Freddie Foxxx)
  - Pete's Jazz (Pete Rock)
  - Something Funky (Pete Rock)
  - Back on the Block (Pete Rock featuring C.L. Smooth)
  - Give It to Y'all (Pete Rock)

- Heather B : Eternal Affairs
  - Dedicated (featuring Tammy Lucas et Pete Rock)

- Kreators : Night Life / Dog Dayz
  - Night Life (Radio)
  - Night Life (Street)
  - Night Life (Instrumental)

- Non Phixion : The Future Is Now
  - If You Got Love

- Non Phixion : Drug Music
  - If You Got Love (Clean)
  - If You Got Love (Dirty)
  - If You Got Love (Instrumental)

- Troy S.L.U.G.S. : Get It 4 Real
  - Get It 4 Real (featuring  KL (2), Kamakaze et Screwball)

## 2003
- Compilation artistes divers : National Vinyl Association: Straight From the Crates
  - Da Slum (Slum Village)

- Compilation artistes divers : Scratchology
  - Shut Em Down (Pete Rock Mix) (Public Enemy)

- Compilation artistes divers : Fat Beats Compilation Volume Three
  - Shine On Me (Pete Rock & C.L. Smooth)

- Compilation artistes divers : Go with the Flow! Atlantic, Elektra & Warner Bros. Hip Hop Jams 1987-1991
  - Good Life (Pete Rock & C.L. Smooth)
  - Go with the Flow (Pete Rock & C.L. Smooth)

- Compilation artistes divers : Juice CD Volume 36
  - To Each His Own (featuring  Large Professor et Q-Tip)

- Compilation artistes divers : Mor W.A. Na Litwie
  - This Is What They Meant (Ge-ology's Lost Remix) (Grand Agent et Pete Rock)

- Cut Killer & DJ Abdel : Hip Hop Soul Party 6'
  - They Reminisce Over You (Pete Rock & C.L. Smooth)

- Phife Dawg & Chino XL : 192 / A Word
  - 192
  - 192 (Instrumental)

- Deda : The Original Baby Pa

- InI / Deda : Center of Attention / The Original Baby Pa

- InI : Center of Attention

- J-Live : Don't Play
  - Kick It to the Beat (Instrumental)

- Keith Murray : He's Keith Murray
  - Say Goodnite

- Nas : Unforgiven
  - One on One (featuring Pete Rock)

- PMD : Buckwild / Back to Work
  - Buckwild (Dirty)
  - Buckwild (Clean)
  - Buckwild (Instrumental)

- PMD : The Awakening
  - Buckwild

- Prozack Turner : Restaurant Quality Lemonade EP
  - Wonderful Life
  - Wonderful Life (Instrumental)

- Prozack Turner : Wonderful Life

- Rakim : Unreleased Jewels
  - Living for the City

- Pete Rock : So Many Rappers / Meccalicious

- Pete Rock & C.L. Smooth : The Best of Pete Rock & C.L. Smooth [Good Life]– Coproduit par C.L. Smooth
- Pete Rock (feat. INI and Deda) : Hip Hop Underground Soul Classics

- Tony Touch : Out Da Box / Capicu
  - Out Da Box (Main)
  - Out Da Box (Clean)
  - Out Da Box (Instrumental)
  - Out Da Box (Accapella)

- The U.N. : Money / What They Want / Game of Death
  - Game of the Death (Marciano) (Main)

## 2004
- Aim : FabricLive. 17
  - What You Say (InI)

- Compilation artistes divers : One-On Volume 4
  - Blah Uno (Deda)

- Compilation artistes divers : Preemptive Hype Vol. 5.5
  - Boston (Edo. G)

- Compilation artistes divers : Undercover Cuts 12
  - Blindsided (featuring The Kozmonautz et LMNO)

- Compilation artistes divers : Three The Hard Way: 3rd Anniversary Sounds
  - In the House (Pete Rock et C.L. Smooth)

- De La Soul : Days Off
  - Stay Away (featuring Pete Rock et Rob O)

- DJ Rhettmatic : Exclusive Collection
  - Collector's Item (Pete Rock et Grap Luva)

- Edo. G featuring Pete Rock : My Own Worst Enemy
  - Boston
  - Just Call My Name
  - Voices
  - School'em
  - Pay the Price
  - Right Now!
  - Stop Dat (featuring Krumb Snatcha)

- Edo. G : Boston
  - Boston (Main Mix)
  - Boston (Instrumental)
  - Stop Dat (Clean Mix) (featuring Jaysaun et Krumb Snatcha)
  - Stop Dat (Street Mix) (featuring Jaysaun et Krumb Snatcha)
  - Stop Dat (Instrumental Mix)

- Grand Agent : No Rest / This Is What They Meant
  - This Is What They Meant (Ge-Ology Remix Clean)
  - This Is What They Meant (Ge-Ology Remix Instrumental)
  - This Is What They Meant (Ge-Ology Remix Acapella)

- Nick Holder featuring Jemini : No More Dating DJ's (Pete Rock Remixes)

- Nick Holder : The Other Mixes
  - No More Dating DJs (Pete Rock Vocal Mix) (featuring Jemini) – Coproduit par Kaje Engineer

- Leela James : Good Time
  - Good Time (featuring Pete Rock & C.L. Smooth)
  - Good Time (Instrumental)
  - Good Time (Acapella) (featuring Pete Rock & C.L. Smooth)

- Kardinal Offishall : Tear de Wallz Down
  - We Good (Clean)
  - We Good (Dirty)

- Kreators : Live Coverage
  - Night Life (featuring Cheryl Pepsii Riley et Nicki Richards)

- Krumbsnatcha : Never Grow Up / Here We Go
  - Here We Go (Clean) (featuring Guru)
  - Here We Go (Dirty) (featuring Guru)
  -  Here We Go (Instrumental)
  - Here We Go (Dirty A Capella) (featuring Guru)

- Little Brother : The Chittlin' Circuit - The Mixtape
  - Give It to Ya (Pete Reock featuring Little Brother)

- Rock Marciano : Oninonin / Fall Back / Pimpin' Ain't Easy
  - Fall Back (Clean)
  - Fall Back (Dirty)

- Mr. Cheeks : Ladies & Ghettomen
  - All I Know (featuring Babydoll et Madman)
  - Keep It Movin
  - Turn It Up (featruing Madmad et Wild Walt)

- Nas : Bridging the Gap
  - The World Is Yours (Album Version)

- Northern State : All City
  - Time to Rhyme (featuring Pete Rock)

- Planet Asia : Full Course Meals

- Prozack Turner : Death, Taxes & Prozack
  - Wonderful Life

- Pete Rock : Soul Survivor II

- Pete Rock : Warzone

- Pete Rock featuring C.L. Smooth et Denosh : It's a Love Thing

- Pete Rock featuring Grap Luva : Collector's Item

- Tony Touch :  The Piece Maker 2
  - Out the Box (featuring Large Professor, Masta Ace et Pete Rock)

- The UN : UN Or U Out
  - Avenue
  - Ain't No Thang
  - Game of Death

- The UN : D.O.A.
  - Game of Death (Marciano)

- The UN : Pt.2
  - The Art
  - The Avenue

- The UN : Ain't No Thang / Get Yo bitch[1] / What They Want
  - Ain't No Thang (Clean)
  - Ain't No Thang (TV)

- The UN Presents Rock Marciano : Strength and Honor
  - Pimpin' Ain't Easy
  -  Fall Back

## 2005
- A.D.O.R. : Step Up / A.D.O.R. Classic Instrumentals
  - Let It All Hang Out (Instrumental)
  - Enter The Center (Instrumental)

- Common : UnCommon Classic Episode 3: Full Circle
  - Respiration (Talib Kweli et Mos Def)
  - Verbal Murder 2 (Pete Rock featuring Big Punisher et Noreaga)

- Compilation DJ Premier and Mr. Thing : The Kings of Hip Hop
  - Fakin Jax (InI featuring Pete Rock)
  - Skinz (Pete Rock & C.L. Smooth featuring Grand Puba)

- Curse : Sinnflut
  - Nimm's Leicht (featuring Pete Rock)

- Ghostface Killah : Be Easy

- Grooveman Spot : Grooveman Spot 2 - Cultivate Beats
  - Keep on (InI)

- Jim Jones : Harlem: Diary of a Summer
  - G's Up (featuring Max B)

- Mr. Cheeks : Turn It Up / All I Know

- Muneshine : Imagine That
  - Imagine That (Radio Mix) (featuring Dminor)
  - Imagine That (Instrumental)

- Muneshine : Opportunity Knocks
  - Imagine That (featuring Dminor)

- One.Be.Lo : Decepticons (Pete Rock Remix)
  - Decepticons (Pete Rock Remix) (Dirty)
  - Decepticons (Pete Rock Remix) (Clean)
  - Decepticons (Pete Rock Remix) (Instrumental)

- Pete Rock : The Surviving Elements

- Pete Rock & C.L. Smooth : Hidden Classics

- Pete Rock & Large Professor : Rap World – Coproduit par Large Professor

- Run–D.M.C. : Return of the Kings Megamix

- The U.N. : Long Time Coming
  - Long Time Coming
  - How You Want It

## 2006
- Bande originale de Waist Deep
  - Be Easy (Ghostace Killah featuring Trife da God)

- Boot Camp Clik : The Last Stand
  - 1-2-3'

- Common : Cool Common Collected: A Fine Collection of Remixes & Rarities
  - The Bitch In Yoo (Original Demo Mix)

- Compilation artistes divers : Nature Sounds Presents Natural Selection
  - The PJ's (Pete Rock featuring Masta Killa et Raekwon)

- Dub Floyd : Hip-Hop Docktrine: The Official Boondocks Mixtape
  - Wishing (Edo. G featuring Masta Ace)

- Freddie Foxxx : Street Triumph Mixxxtape
  - Industry Shakedown
  - The Chancellor
  - Patch Up the Pieces
  - U Krazy
  - Mind Frame

- Ghostface Killah : FishScale
  - R.A.G.U.
  - Be Easy
  - Dogs of War (featuring Cappadonna, Sun God et Candice Wilson)

- Ghostface Killah :  The Champ / Kilo / Dogs of War
  - Dogs of War (Radio) (featuring Raekwon et Theodore Unit)
  - Dogs of War (Main) (featuring Raekwon et Theodore Unit)

- Masta Killa : Made in Brooklyn
  - Older Gods Part 2 (featuring Allah B., Allah Sha Sha, Freedom Allah et Quadeer U Allah)

- Pharoahe Monch : The Awakening
  - Shut Em Down Freestyle

- O.C. : The Underground King
  - Respect Mine (featuring Pete Rock)

- Pitch Black : Revenge
  - Block to the Boardroom

- Postaboy : Return of a Living Legend Vol.1
  - It's the Postaboy

- Raekwon : The Vatican: Vol.1 Mixtape CD
  - Kids Thats Rich

- Rob O : Rhyme Pro
  - Stay Away (featuring De La Soul)
  - Mention Me (featuring Meccalicious)
  - So Many Rappers (featuring Pete Rock)
  - Superspectacular

- Pete Rock : Revenge

- Pete Rock : Underground Classics

- Pete Rock : Heard 'Em Say (I Had to Say)

- Pete Rock : 914 / The PJ's

## 2007
- Compilation artistes divers : Up Above Records Presents Carving a New Standard Volume 1
  - Blindsided (The Kozmonautz featuring LMNO)

- Curse : Sinnflut Japanese Edition EP
  - Nimm's Leicht (featuring Pete Rock)
  - Nimm's Leicht (Shin-Ski Remix) (featuring Pete Rock)

- Fat Jon : Bathroom #01
  - It's a Love Thing (C.L. Smooth featuring Denosh Smooth Flowin)

- Freestylers : A Different Story... Vol. 1
  - The Creator (Pete Rock & C.L. Smooth)

- The Notorious B.I.G. : Christopher Wallace - The Last King of New York (Charming, Magnetic, Murderous)
  - BIG & Doo Wop Intro
  - Me & My Bitch (Pete Rock Remix)

- Rakim : Bless the Mic to the God
  - Living in the City

- Redman : Red Gone Wild
  - Gimmie One

- Redman : Put It Down
  - Gimme One (Clean)
  - Gimme One (Dirty)

- Rob O : Mention Me / Rhyme Tighter
  - Mention Me (Radio) (featuring Meccalicious)
  - Mention Me (Instrumental)

- C.L. Smooth : The Outsider
  - Love Is a Battlefield

- Special Teamz : Stereotypez
  - Boston to Bucktown (featuring et Sean Price)

- Skyzoo : Corner Store Classic
  - Straighten It Out

- Styles P. : Super Gangster (Extraordinary Gentleman)
  - Gangster, Gangster (featuring Jadakiss et Sheek Louch)

## 2008
- Compilation artistes divers : Juice CD Volume 84
  - Best Believe (Redman et Pete Rock)

- DJ Harry Love Presents Ramson Badbonez : The Official Mixtape Volume 1
  - Deep Rising

- J Dilla : Pay Jay
  - Remember (featuring Bilal)
  - Remember (Remix) (featuring Bilal)

- Jim Jones : Harlem's American Gangster
  - Up in Harlem

- Mike Love, Jay-Z et Fela Kuti : Nigerian Gangster
  - Blue Magic (Mike Love's Nigerian Gangster Remix)

- Nas : Please Listen to My Demo
  - Nas Will Rock

- Rob O : World Premier
  - Star Quality (Main Mix)

- Pete Rock : NY's Finest
  - Pete Intro
  - We Roll (featuring Jim Jones et Max B)
  - Till I Retire
  - 914 (featuring Sheek Louch et Styles P.)
  - Questions (featuring Royal Flush)
  - Best Believe (featuring LD et Redman)
  - Ready Fe War (featuring Chip Fu et Renee Neufville)
  - Bring Yall Back (featuring Joe Scudda et Little Brother)
  - The Best Secret (featuring Lords of The Underground)
  - That's What I Am Talking About (featuring Rell)
  - The PJ's (featuring Masta Killa et Raekwon)
  - Made Man (featuring Tarrey Torae)
  - Let's Go (featuring Doo Wop)
  - Comprehend (featuring Papoose)

- Pete Rock & C.L. Smooth : I Get Physical

- Termanology : Politics as Usual
  - We Killin' Ourselves (featuring Pete Rock)

- Vast Aire : Dueces Wild
  - Mecca and the Ox (featuring Vordul Mega)

## 2009
- Brand Nubian : The Now Rule Files EP
  - How Ya Livin

- Compilation artistes divers
  - Ghetto Celeb (YG'z)
  - Do or Die (Remix) (YG'z)

- Cormega : Born and Raised
  - Live and Learn

- Crates : Breaks 'Em Down⁶Pete Rock

- D-Block : No Security
  - Like That Y'all (Remix) (featuring AP, Snyp Life et Straw)

- Earatik Statik : The Good, the Bad and the Ugly
  - Tearz!

- Jedi Mind Tricks : Greatest Features
  - The Game (Apathy featuring Vinnie Paz)

- Krumb Snatcha : Hidden Scriptures
  - Yesterday
  - Begins

- Method Man & Redman : Blackout! 2
  - A-Yo (featuring Saukrates)

- Raekwon : Only Built 4 Cuban Linx... Pt. II
  - Sonny's Missing

- Rob O : Superspectacular
  - Star Qualities
  - So Many Rappers

- Pete Rock & C.L. Smooth : For Pete's Sake

- Pete Rock & C.L. Smooth : Searching / Take You There

- Pete Rock & C.L. Smooth : Basement Demos EP

- Termanology : Time Machine: Hood Politics VI
  - Hold That

## 2010
- Cypress Hill : Rise Up
  - Light It Up

- DoItAll : American DU
  - Surrender

- Ghostface Killah : Apollo Kids
  - How You Like Me Baby

- Insight : The Pre-Roll EP
  - Acrobatic Lyricist

- J-Love Presents Killa Sha : Acknowledge the Vet
  - Iron Hand

- Kurupt : Streetlights
  - Yessir

- Redlight Boogie : Lost 'N Found
  - The Saga Begins (featuring Heist Rockah et Lioth)

- Rob O : Wunderlust

- Sadat X : Wild Cowboys II
  - Turn It Up

- Kanye West featuring Curtis Mayfield, Pete Rock, Jay-Z, Kid Cudi et Charlie Wilson : The Joy

- Yo La Tengo : Here to Fall Remixes
  - Here to Fall (Pete Rock Remix)

## 2011
- Compilation artistes divers : The Black Star Line - The Mixtape Vol 1
  - Prevail (Smif-n-Wessun featuring Raekwon)

- DJ Ezasscul : Fine Hip-Hop Instrumentals
  - Something Funky (Pete Rock)
  - Juicy (Pete Rock Remix) (Instrumental) (The Notorious B.I.G.)
  - Searching (LP Instrumental) (Pete Rock & C.L. Smooth)
  - They Reminisce Over You (Instrumental) (Pete Rock & C.L. Smooth)
  - Jump Around (Pete Rock Remix) (Instrumental) (House of Pain)

- DJ Spinna et Mr. Thing : The Beat Generation 10th Anniversary Collection
  - Give It to Y'all (Pete Rock featuring Roc Marciano et Trife)
  - To My Advantage (Pete Rock featuring Nature)

- InI : To Each His Own / Step Up

- Reks : Rhythmatic Eternal King Supreme
  - Thin Line

- Squadda B : I Smoke Because I Dont Care About Death
  - Pete Rock x Squadda Bambino

- Styles P. : Master of Ceremonies
  - Children (featuring Pharoahe Monch)

- Torae : For the Record
  - That Raw

- Verbal Kent : Save Yourself
  - Take
  - Respect

## 2012
- 38 Spesh featuring Styles P : Support

- Compilation artistes divers : Anthems Hip Hop II
  - Back on da Block (Pete Rock & C.L. Smooth)

- Pete Flux : Mood Swings
  - Pete & Pete

- Robert Glasper Experiment : Black Radio Recovered: The Remix EP
  - Black Radio (Pete Rock Remix) (featuring Yasiin Bey)

- Jazzy Bazz : Sur la route du 3.14
  - Seul

- Jee Van Cleef Presents Kohndo : The Soul Brother Blends

- YG'Z : Street Nigga
  - Street Nigga
  - Ghetto Celeb
  - Sumthin' 4 da Head
  - Street Nigga (Pete Rock Remix) (featuring Pete Rock)

## 2013
- Ill Bill : The Grimy Awards
  - Truth
  - When I Die (featuring Tia Thomas)

- Mack Wilds : New York: A Love Story
  - The Art Of Fallin
  - Duck Sauce